# Hippolyte Petitjean

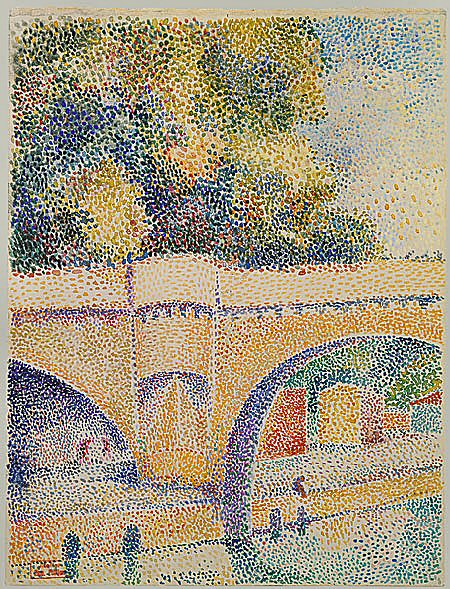
Le Pont Neuf (c. 1912)

Hippolyte Petitjean (n. 11 septembrie 1854, Mâcon, Bourgogne, Franța – d. 18 septembrie 1929, Paris, Franța) a fost un pictor postimpresionist francez care a practicat tehnica pointilismului.

## Biografie
La vârsta de 13 ani, Petitjean și-a început studiile de artă la Ecole de dessin din Mâcon. Orașul i-a acordat o bursă pentru a continua la École des Beaux-Arts unde a studiat sub îndrumarea lui Alexandre Cabanel și a lui Pierre Puvis de Chavannes. Ulterior, el a fost influențat de Georges Seurat pe care l-a cunoscut la Paris în 1884. După ce Seurat l-a încurajat să se alăture neoimpresionistilor, el a fost influențat și de Paul Signac și Camille Pissarro. A adoptat tehnica pointilistă până în 1894, când a început să o combine cu tușe mai ușoare. În 1910, a revenit la neo-impresionism cu o serie de acuarele decorative ce prezentau peisaje și oameni reliefate de pete largi rotunjite de culoare pură.
Petitjean a expus la Salon des Indépendants în 1891 și ulterior la Le Brac de Bouteville împreună cu simboliștii și impresioniștii. A mai expus la Bruxelles în 1893 și 1898, la Berlin în 1898, la Weimar în 1903 și la Wiesbaden în 1921.

## Lucrări alese
- Jeune femme assise (1892), ulei pe pânză, 73 x 60,5 cm, Musée des Beaux-Arts, Nancy.[11]
- Le Pont Neuf (c. 1914), acuarelă și guașă pe hârtie, 250 x 190 cm, Metropolitan Museum of Art, New-York.[12]
- Barque sur un étang (c.1912–1929), acuarelă pe hârtie, 30 x 48 cm, Musée Thyssen-Bornemisza, Madrid.[13]
- La Danse du printemps (1911), ulei pe pânză, 54 x 105 cm, Musée des Ursulines, Mâcon.
- Baigneuse (1921), ulei pe pânză, 55 x 38 cm, Musée d'Orsay, Paris.[11]